# HD 84121
HD 84121，又名CP-57 2228，SAO 237221、HR 3863，是一颗恒星，视星等为5.32，位于銀經279.79，銀緯-3.95，其B1900.0坐标为赤經9h 37m 37.7s，赤緯-57° -3.95′ 43″。